# Cuero hervido

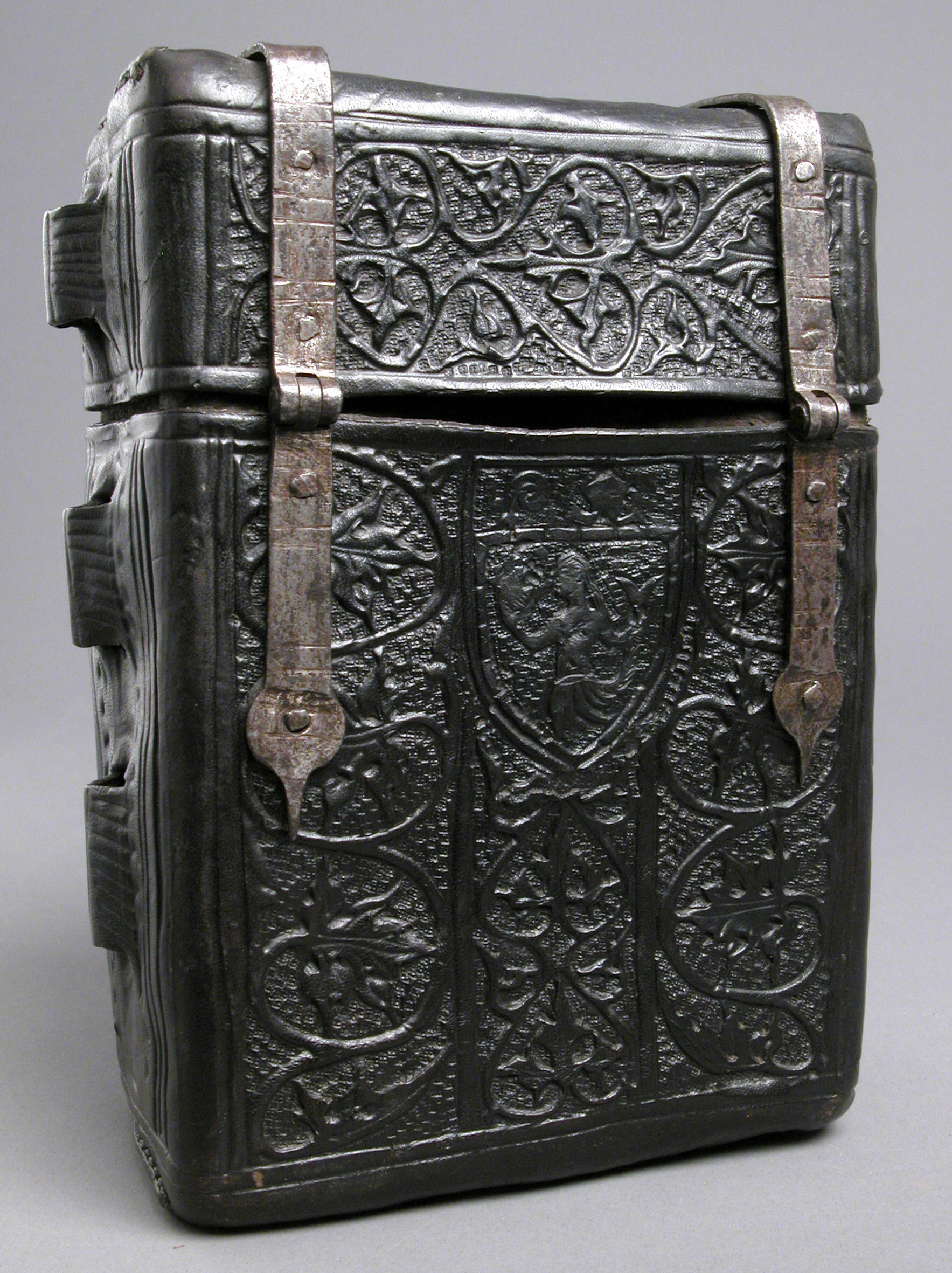
Caja para un libro, con huecos para un cordón, siglo XV. El escudo (por el otro lado) sugiere fue hecho para un obispo.

Cuir bouilli O cuir-bouilli (kuir bu-yí, pronunciación en francés: /kɥiʁ buˈji/: [kɥiʁ buˈji]), significando cuero hervido, pero a menudo dejado en francés, era un material histórico para varios usos comunes en las Edades Medias y Periodo Moderno Temprano. Era cuero  que había sido tratado de modo que fuera duro y rígido, así como capaz de tener decoración hecha con moldes. Era el material habitual  para el bolsas robustas que llevaban piezas importantes de metal, instrumentos como astrolabios, cubertería, libros, bolígrafos...   Fue utilizado para alguna armadura, siendo mucho más barato y ligero que la armadura ligera, pero no podía aguantar un golpe directo de una espada, ni un disparo.
Tiene nombres alternativos como "cuero amoldado" y "cuero endurecido".  En el proceso de hacer el material se ablanda mucho, y puede ser amoldado para darlo la forma deseada y darle decoración, la cual la mayoría de ejemplos supervivientes tienen.  Piezas como cofres y baúles también normalmente tener un núcleo interior de madera.
Varias recetas para hacer cuero hervido sobreviven, y no están de acuerdo entre ellas; probablemente  había una gama de recetas, en parte reflejando usos diferentes.  Los estudiosos han debatido el asunto extensamente e intentado para recrear el material histórico.  Muchas, pero no todas, las fuentes están de acuerdo que hervir el cuero no era una parte real del proceso, pero su inmersión en agua, fría o caliente, lo era.